# The Christmas Collection
The Christmas Collection o The Classic Christmas Album en Europa, (Colección de Navidad en español) publicado en el 2005,  es un álbum de estudio de villancicos de Il Divo, grupo musical internacional que interpreta temas de crossover clásico.  
 El grupo está comprendido por un cuarteto vocal de cantantes masculinos: el tenor suizo Urs Bühler, el barítono español Carlos Marín, el tenor estadounidense David Miller y el cantante pop francés Sébastien Izambard.
El álbum consta de una colección de villancicos internacionales y de canciones inspiradas en la Navidad.
Se convirtió en el álbum de navideño más vendido en Estados Unidos en el 2005. En tres de los siete países donde fue editado, alcanzó puestos superiores al #5 en las listas globales, destacando Canadá, donde fue número #1.

## Lanzamiento
El álbum fue lanzado al mercado musical el 25 de octubre de 2005 en tan solo siete países: Estados Unidos, Canadá, Austria, Eslovenia, Países Bajos, Suecia y Finlandia.

## Grabación
El álbum fue grabado entre Los Ángeles y Reino Unido, con el productor Steve Mac en el Rockstone Studios. 

## Temas
El álbum consta de una colección de diez canciones de Navidad o inspiradas en ella con los temas O Holy Night, White Christmas, Ave María, When a child is born, Adeste fideles (O come all ye faithful), Somewhere over the rainbow, Panis Angelicus, Rejoice, Silent Night y The Lord's Prayer.

### Lista de temas
| The Christmas Collection |                                           |                                                      |          |  |
| N.º                      | Título                                    | Escritor(es)                                         | Duración |  |
| 1.                       | «O Holy Night» (Traditional)              | Adolphe Adam, Placide Cappeau, John Sullivan Dwight, | 4:01     |  |
| 2.                       | «White Christmas» (Blanca Navidad)        | Berlín                                               | 3:51     |  |
| 3.                       | «Ave María»                               | Schubert                                             | 4:53     |  |
| 4.                       | «When a child is born»                    | Jay, Zacar                                           | 3:00     |  |
| 5.                       | «Adeste fideles» (O Come All Ye Faithful) | Traditional                                          | 3:48     |  |
| 6.                       | «Over the rainbow»                        | Harold Arlen, E.Y. "Yip" Harburg                     | 4:04     |  |
| 7.                       | «Panis Angelicus»                         | Franck                                               | 3:46     |  |
| 8.                       | «Rejoice»                                 | Wayne Héctor, McCutcheon                             | 3:10     |  |
| 9.                       | «Silent Night» (Noche de paz)             | Gruber, Mohr                                         | 3:34     |  |
| 10.                      | «The Lord's Prayer» (Padre Nuestro)       | Albert Hay Malotte                                   | 2:52     |  |

## Edición Especial en DVD: The Christmas Collection
Se publicó la edición especial del álbum en DVD titulado «The Yule Log: The Christmas Collection», que contiene una elección de tres escenas navideñas junto a Il Divo con los temas interpretados en el álbum.

## Personal

### Il Divo
- Carlos Marín
- Sébastien Izambard
- David Miller
- Urs Bühler

### Adicional
- Dave Arch: Arreglos orquestales
- Walter Chin: Fotografía
- Chris Laws: Ingeniero, Edición Digital
- Steve Mac: Producción
- Vlado Meller: Mastering
- Joanne Morris: Diseño
- Daniel Pursey: Ingeniero
- Mike Ross-Trevor: Ingeniero
- Ren Swan: Ingeniero, Mezclas

## Posición en las listas y certificaciones
| País           | Premios       | Ventas    | Posición |
| Canadá         | Doble Platino | 200 000   | #1       |
| Estados Unidos | Platino       | 1 000 000 | #14      |
| Eslovenia      |               |           | #3       |
| Países Bajos   |               |           | #4       |
| Suecia         |               |           | #4       |
| Finlandia      |               |           | #11      |
| Australia      |               |           | #18      |